# ONEONE1
ONEONE1（ワンワンワン）は、アダルトゲームを制作している同人サークル。

## 概要
2012年から出品を開始し、現在はDLsite、FANZA、Steamなどでアダルトゲームを出品しているデジタル同人サークルである。
2019年に「軋轢のイデオローグ」を出品し、これがDLsiteで初日に１万本を超える販売数（11,273本）を達成した。これはDLsiteの同人ゲーム部門では初の記録だった（当時）。
2021年に「サムライヴァンダリズム」を出品。これもDLsiteで2日で2万本を超える超大作となった。
デジタル同人ゲーム販売で類を見ない記録を達成するなど人気サークルである。

### 活動履歴
元歌舞伎町のホストという経歴を持つ代表が立ち上げたサークル。
2012年にONEONE1初の同人ゲームを発売している。
ONEONE1初期の頃はアドベンチャーが多かったが、シナリオ担当に真田氏を迎えるなどストーリーに注力することになり、2015年に「ディストピアの略奪者」をリリースした。
2016年に「ダークエルフのヒストリア」でその年のDLsite年間同人販売数ランキングで11位をマークする。
2017年から一部のゲームがSteamでインターフェイスのみ英語・中国語対応で出品が開始される。
2019年「軋轢のイデオローグ」がDLsiteにて1日で1万ダウンロードを達成した。
2021年「サムライヴァンダリズム」がDLsiteにて1日で1万ダウンロードし、2日で2万ダウンロードを達成した。

### ゲーム開発環境
2021年発売のサムライヴァンダリズムはUnityで開発をしている。それ以前はRPGツクール等のツールを使用している。

### BugBugインタビュー記事掲載
最新PCゲーム情報誌BugBug2019年6月号にてインタビューに答えている。

### エイプリルフール企画
2019年4月1日にTVアニメ化、2020年4月1日に他同人サークルも加わったソーシャルゲーム化というエイプリルフール企画をDLsiteと一緒に発表している。

## 作品リスト

### 同人ゲーム（R-18)
- 2012年
  - 2月18日-　私に服を着せないで！～とあるビッチの輪姦合宿～（アドベンチャー）
  - 4月28日-　変態魔法少女RISA（アドベンチャー）
  - 5月19日-　性技の味方 交配士セラの淫乱クエスト（ロールプレイング）
  - 7月14日-　○学生ロリビッチ妻-幸せ家族計画-（アドベンチャー）
  - 9月7日-　ユノファンタジー（ロールプレイング）
  - 10月5日-　紅一点 —男装爆乳女子の3年間に渡る絶頂調教—（アドベンチャー）
  - 12月22日-　変態刑務所24時～懲役2年 イキ続けた少女～（アドベンチャー）
- 2013年
  - 1月11日-　オルガファイター ERO Flash Action GAME（アクション）
  - 2月1日-　みんなの肉便器～露出系アイドルプロデュース～（アドベンチャー）
  - 4月5日-　トレジャーハンティング—クレアのビッチな冒険—（アドベンチャー）
  - 6月7日-　絶頂騎士―オルガナイト レイラ―（アドベンチャー）
  - 7月5日-　オルガファイターAYANA―Departure―（アドベンチャー）
  - 8月2日-　とある格闘少女の4年間に渡る絶頂調教（アドベンチャー）
  - 10月4日-　鬼の惑星（アドベンチャー）
  - 11月2日-　セラ+ユノ～大絶頂出産RPGパック～（ロールプレイング）
  - 12月1日-　特務退魔忍HIRAGI（ロールプレイング）
- 2014年
  - 2月15日-　ビッチダンサーズクエスト（ロールプレイング）
  - 3月20日-　性技の味方交配士セラのACTION BATTLE FACK GAME（アクション）
  - 5月9日-　トレハン+鬼の惑星～部族姦パック～（アドベンチャー）
  - 6月21日-　ビッチポリス ―BITCH POLICE―（ロールプレイング）
  - 8月1日-　とある男装少女と格闘少女～紅一点陵辱パック～（アドベンチャー）
  - 10月2日-　悲劇の巨乳エルフ～理不尽陵辱物語～（ロールプレイング）
  - 11月20日-　退魔忍×絶頂騎士～ヒロイン+女ボスセット（ロールプレイング）
- 2015年
  - 1月9日-　変態魔法少女×変態刑務所～おぶいパック～（ロールプレイング）
  - 2月5日-　MATRON ―監獄島の巨乳女看守―（ロールプレイング）
  - 4月10日-　露出系肉便器3パック（アドベンチャー）
  - 5月21日-　HENTAI QUEST～女勇者とロクデナシたち～（ロールプレイング）
  - 7月9日-　ビッチダンサー×ポリス～ビッチRPGパック～（ロールプレイング）
  - 10月9日-　ディストピアの略奪者 ―The weakest go to the wall―（ロールプレイング）
- 2016年
  - 1月7日-　巨乳エルフと女看守～絶望RPGパック～（ロールプレイング）
  - 2月5日-　オルガキル ～横スクロールACTゲーム～（アクション）
  - 3月17日-　ダークエルフのヒストリア（ロールプレイング）
  - 12月1日-　没落令嬢-ボツラクレイジョウ-（ロールプレイング）
- 2018年
  - 1月11日-　鬼と刀のメリトクラシー（ロールプレイング）
  - 9月13日-　鬼と刀のメリトクラシー Append（ロールプレイング）
- 2019年
  - 4月12日-　軋轢のイデオローグ（ロールプレイング）
- 2020年
  - 2月29日-　軋轢のイデオローグAppend（ロールプレイング）
- 2021年
  - 5月25日-　サムライヴァンダリズム（ロールプレイング）

### 同人誌・CGイラスト（R-18）
- 2014年
  - 9月4日-　オルガキル～序章編～（マンガ）
- 2015年
  - 10月11日-　巨乳スケバン まりも 改造されて野外売春セックスにドハマリ堕ちしたJ○（イラスト）
- 2016年
  - 1月9日-　とある肉便器の無限生殖-インフィニットバース-（マンガ）
  - 6月25日-　肉便嬢のカバ○リちゃん（マンガ）
  - 8月30日-　肉便嬢のカバ●リ其乃弐と零（マンガ）
- 2017年
  - 2月2日-　スレイブ・ザ・ブラッド（マンガ）
  - 2月10日-　とある肉便器の無限生殖-インフィニットバース-学園生活(アカデミー)編（マンガ）
  - 4月9日-　露出怪人フラッシャーガール～巨乳スケバンまりも AFTER EPISODE～（マンガ）
  - 9月1日-　スレイブ・ザ・ブラッドII（マンガ）
  - 9月7日-　肉便嬢のカバ●リ其乃惨（マンガ）
  - 11月12日-　対魔シノビッチ楓～あなたの子種で孕みたい～（CG・イラスト）
- 2018年
  - 1月5日-　性奴隷捕虜生活～衒られた女の歩む道～（マンガ）
  - 1月8日-　露出SEXソルジャーSatsuki（マンガ）
  - 1月8日-　露出SEXソルジャーSatsukiII（マンガ）
  - 3月2日-　露出SEXソルジャーSatsukiIII（マンガ）
  - 8月21日-　スレイブ・ザ・ブラッドIII（マンガ）
  - 9月1日-　私は性欲の捌け口!白濁の肉便器ハルカ（マンガ）
- 2019年
  - 1月2日-　イキまくりマシュ（マンガ）
  - 1月2日-　イキまくりマシュ2（マンガ）
  - 1月2日-　イキまくりマシュ3（マンガ）
  - 9月26日-　肉便嬢のカバ●リ其乃肆（マンガ）
  - 9月26日-　肉便嬢のカバ●リ其乃伍（マンガ）
- 2020年
  - 1月24日-　スレイブ・ザ・ブラッド―I～III総集編（マンガ）
  - 1月24日-　スレイブ・ザ・ブラッドIV（マンガ）
  - 5月3日-　みんなのオナホ便女エロチューバーの天沢杏です（マンガ）
  - 12月30日-　人気J●配信者が夏休みに全国回って各地のおじさんたちとハードなセックスしながらライブ配信やってみた（マンガ）
- 2021年
  - 5月3日-　スレイブ・ザ・ブラッドV（マンガ）
  - 9月23日-　スレイブ・ザ・ブラッドVI（マンガ）
- 2022年
  - 3月31日-　ONEONE1漫画大全集（マンガ）
  - 6月7日-　肉便嬢のカバ○リ其乃陸（マンガ）
  - 6月7日-　俺をいじめてた女に復讐を～クラスメート 金持ち令嬢 姫乃編～（CG・イラスト）
  - 9月30日-　私ノオマ〇コハ皆ノモノ（マンガ）

※販売サイトにより日付が異なる場合があります